# Song Binbin
Song Binbin, née en 1947 à Pékin et morte le 16 septembre 2024, à New York, est une Chinoise célèbre pour avoir remis, au début de la Révolution culturelle le 18 août 1966, devant des milliers de jeunes réunis sur la place Tiananmen, le brassard de garde rouge au président Mao Zedong.  

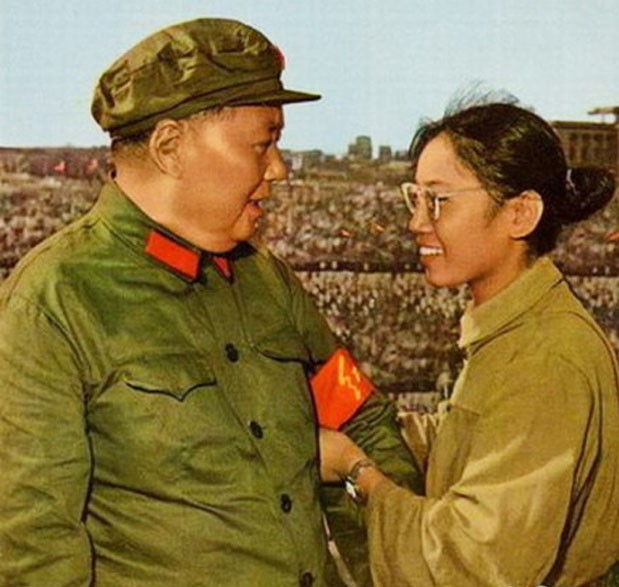
Photo iconique de la lycéenne Song Binbin remettant le brassard de garde rouge au président Mao Zedong.

## Biographie
Le père de Song Binbin est Song Renqiong (1909-2005), l'un des fondateurs de l'armée populaire de libération, puis, à partir des années 1980, l'un des huit immortels du Parti communiste chinois.
Cette princesse rouge était élève dans une école de Pékin de jeunes filles pour les enfants des cadres du Parti communiste chinois.
Les deux caractères de son prénom, Binbin, signifient « bien élevée » et « polie ». Mao lui avait lancé : « Sois violente ! » et elle s'était alors baptisée Yaowu (« Vouloir le combat »). Jeune lycéenne et fille d'un très haut dignitaire du régime communiste, elle est choisie pour une mise en scène où sur la terrasse de Porte-de-la Paix-Céleste elle ceint symboliquement le président Mao Zedong du brassard de garde rouge, devant des milliers de jeunes réunis sur la place Tian'anmen. Cela donne une photo iconique, et lance la révolution culturelle. Deux semaines auparavant, Bian Zhongyun, la directrice adjointe du lycée où est scolarisée Song Binbin, est battue à mort, prélude à un massacre qui durant quatre semaines après la mise en scène de la place Tian'anmen voit près de deux mille enseignants des lycées de Pékin torturés et mis à mort par leurs élèves.
Après la Révolution culturelle, Song Binbin intègre l’Académie des sciences dont elle sort diplômée en 1980. Elle part alors aux États-Unis, où elle obtient un master de géochimie en 1983, puis achève en 1989 un doctorat au MIT. Elle épouse un Américain et acquiert la nationalité américaine.
Elle retourne en Chine en 2003. En 2014, Song Binbin retourne dans son lycée pour se repentir, et en larmes, reconnaît sa responsabilité dans la mort de sa directrice adjointe d'école 48 années auparavant, et dans les violences de la révolution culturelle.